# Addio all'esercito
Addio all'esercito (Buck Privates Come Home) un film interpretato da Bud Abbott e Lou Costello, meglio noti in Italia come Gianni e Pinotto. È il seguito del loro primo film da protagonisti, quello che li ha resi famosi, Gianni e Pinotto reclute, diretto da Arthur Lubin.

## Trama
Due ex soldati ritornano dall'estero. Essi finiscono scontrandosi col loro vecchio sergente (che li odia) e trovandosi coinvolti con un costruttore di macchine da corsa che sta cercando di trovare finanziatori per un nuovo pilota basso.

## Produzione
Girato dal 18 novembre 1946 al 23 gennaio 1947.